# 1376
1376 (MCCCLXXVI) a fost un an bisect al calendarului iulian, care a început într-o zi de joi.

## Nașteri
- dată necunoscută: Sofia de Bavaria (1376–1425) a doua soție împӑratului Venceslau (d. 1428)
- dată necunoscută: Giovanni Aurispa  (d. 1459)
- dată necunoscută: Henric al VI-lea, Conte de Gorizia conte de Gorizia (d. 1454)

## Decese
- 8 iunie: Eduard Prințul Negru  (n. 1330)
- dată necunoscută: Tenoch  (n. 1299)